# Steagul lui Burnet

Steagul lui Burnet (conform originalului, The Burnet Flag) a fost folosit între 1836 și 1839, fiind apoi înlocuit de Lone Star Flag.

Steagul lui Burnet, conform originalului The Burnet Flag, a fost steagul Republicii Texas (Republic of Texas) între 1836 și 1838 - 1839.
Este cunoscut ca steagul lui Burnet, întrucât a fost propus de politicianul David G. Burnet (1788 - 1870), care a servit de două ori ca președinte interimar și o dată ca vice-președinte al Republicii Texas, țară independentă între 1836 și 1845.
Steagul, care a fost adoptat 19 decembrie 1836, constă dintr-un fundal albastru azuriu pe care se găsește o stea, de forma unui pentagon stelat, aurie. A fost inspirat de steagul din anul 1810, cunoscut sub numele de "Bonnie Blue Flag", care a aparținut Republic of West Florida, Republicii Floridei de Vest. Variante ale steagului lui Burnet, dar cu o stea albă, practic identice cu steagul Bonnie Blue Flag, au fost foarte comune.
Steagul lui Burnet a fost înlocuit, în 1839, cu steagul care este și astăzi steagul statului Texas, cunoscut sub numele de alint, Lone Star Flag. Acesta fusese votat în 1838, dar a început să fie folosit doar în anul următor.